# Лозоватка (притока Малої Висі)
Лозова́тка — річка у Маловисківському районі Кіровоградської області, ліва приток Малої Висі (басейн Південного Бугу).

## Опис
Довжина річки 15 км., похил річки — 1,5 м/км. Формується з декількох безіменних струмків та водойм. Площа басейну 75,2 км².

## Розташування
Лозоватка бере початок на північному сході від села Розсохуватка. Тече переважно на північний схід через село Лозуватку. У селі Краснопілка впадає у річку Малу Вись, ліву притоку Великої Висі.